# Jesús Vicente Aguirre
Jesús Vicente Aguirre González (Logroño, La Rioja; 5 de junio de 1948) es un cantautor y escritor español. 

## Obra
En los años 70 formó parte con su mujer, Carmen Medrano, de algunos grupos de canción social, o de protesta, que se decía entonces. Al final de la década y ya como Carmen, Jesús e Iñaki, pusieron la música de fondo a la transición riojana. Algunas de sus canciones fueron, y en algún sentido lo son todavía, himnos populares, como “La Rioja existe, pero no es” o “La balada de San Asensio”. Tras la prematura muerte de Carmen, en 1979, Jesús Vicente exploró otros campos de la comunicación como la radio, el cine y la literatura.
Ha escrito numerosos artículos y colaborado en revistas y periódicos. En 1986 publicó “Introducción al Folclore Musical de La Rioja”. Y en el año 2000 "La Rioja empieza a caminar", un libro sobre el proceso autonómico riojano, título, también, de una de sus canciones. 
A partir del año 2000 comenzó una investigación sobre la represión franquista en La Rioja, centrada primero en los más de cuatrocientos asesinados en la Barranca para alcanzar finalmente al total de fusilados y asesinados riojanos en la Guerra Civil, unos dos mil. En el libro, que en sus casi mil páginas recoge también el contexto social e histórico de aquellos años, pueden verse las biografías de la mayoría de ellos, con multitud de documentos y fotografías. Se publicó en el 2007 con el título de “Aquí nunca pasó nada. La Rioja 1936”, alcanzando en poco tiempo seis ediciones y llegando a vender más de 6500 ejemplares, un hito en la historia de la bibliografía riojana. Una adenda, con el mismo título y prologada por Paul Preston, apareció el año 2010 presentando nuevos datos y algunas correcciones. Contando además lo que había significado la aparición del libro y recogiendo las opiniones sobre la publicación y su contenido de numerosas personas.
Ha escrito también poesía, publicando en el año 2004 el poemario “La vida que te empuja”  y en el 2010 “Antes de que salga el primer vals”. En 2014 publicó su tercer poemario, “Ejercicio de escritura”, y otro estudio sobre la guerra civil y La Rioja: “Al fin de la batalla y muerto el combatiente”, un libro sobre los riojanos muertos en los frentes de batalla (en otros lugares de España, ya que en La Rioja no los hubo; como sabemos, los sublevados dominaron toda la región desde el 22 de julio de 1936). En 2019 publicó su primera novela, "Lo que pasó" cuya temática es la historia de una saca agosteña de 1936 y sus circunstancias.

## Discografía
- De lunes a sábado, 1977, ("La Rioja existe", "La Balada de San Asensio", "Mi pueblo dormido", "De lunes a sábado"...)
- Iregua, 1978, ("Ya se van los quintos", "Masa", "La Rioja empieza a caminar", "Iregua"...)
- Resumen, 1986, resumen de los dos LP anteriores, con dos canciones añadidas
- Balance de sumas y saldos, 1996, recopilatorio en CD
- La Rioja Existe Live (Remezcla), 2017
- Mi dama, 2022, Colabora Juancho el Charro